# محكمة تجارية (المغرب)
محكمة تجارية هي محكمة من الدرجة الأولى تم إحداثها في المغرب بموجب القانون رقم 53.95 من الظهير الشريف رقم 1.97.65 الصادر في 4 شوال (12 فبراير 1997) والمنشور بالجريدة الرسمية عدد 4482 في 15 ماي 1997 تختص المحكمة بالنظر في الدعاوى المتعلقة بالعقود والأوراق التجارية؛ النزاعات الناشئة بين الشركاء؛ النزاعات المتعلقة بالأصول التجارية وغيرها.

## تأليف المحاكم التجارية
تتألف المحاكم التجارية بموجب المادة 3 من القانون المنظم من التالي :
- رئيس و نواب للرئيس و قضاة؛
- نيابة عامة تتكون من وكيل الملك و نائب أو عدة نواب؛
- كتابة الضبط و كتابة للنيابة العامة.

يجوز أن تقسم المحكمة التجارية إلى عدة غرف بحسب طبيعة القضايا المعروضة عليها؛ غير أنه يمكن لكل غرفة أن تبحث و تحكم في القضايا المعروضة على المحكمة. ويعين رئيس المحكمة التجارية باقتراح من الجمعية العمومية قاضيا مكلفا بمتابعة إجراءات التنفيذ.